# Àlex Ollé
Àlex Ollé (Barcelona, 1960) és un dels sis directors artístics de La Fura dels Baus. De la primera època destaquen Accions (1984), Suz/O/Suz (1985), Tier Mon (1988), Noun (1990) i MTM (1994), que consolidaren a La Fura dels Baus com a companyia de culte per a crítica i públic.

## Òperes[calcitació]
Les primeres direccions d'Àlex Ollé en el terreny de l'òpera són treballs conjunts amb Carlus Padrissa i l'artista plàstic Jaume Plensa: Atlàntida (1996), de Manuel de Falla, i El Martiri de Sant Sebastià (1997), de Claude Debussy. Van seguir La Damnation de Faust, d'Hector Berlioz, estrenada el 1999 al Festival de Salzburg; DQ. Don Quixot a Barcelona (2000), amb música de José Luis Turina i llibret de Justo Navarro, una producció del Gran Teatre del Liceu de Barcelona, Die Zauberflöte (La Flauta Màgica) (2003), de W. A. Mozart, en el marc de la Biennal del Ruhr, en coproducció amb l'Òpera de París i el Teatro Real de Madrid, El castell de Barbablava, de Béla Bartók, i Diari d'un desaparegut (2007), de Leoš Janáček,presentades dins un mateix programa, en coproducció de l'Opéra National de París de París i el Gran Teatre del Liceu de Barcelona. Amb la col·laboració de Valentina Carrasco dirigeix la posada en escena de Le Grand Macabre (2009), de György Ligeti, estrenada al teatre La Monnaie de Brussel en coproducció amb el Gran Teatre del Liceu, l'English National Opera i l'Òpera de Roma. L'òpera va ser escollida per l'obertura del 50 Festival d'Art d'Adelaida, Austràlia.
Juntament amb Carlus Padrissa ha dirigit Aufstieg und Fall der Stadt Mahagonny [Ascens i caiguda de la ciutat de Mahagonny] (2010), de Kurt Weill i Bertolt Brecht, estrenada al Teatro Real de Madrid i retransmesa en directe, via satèl·lit, a 127 sales de cinema d'arreu d'Europa i Mèxic.
El 2011 dirigeix l'òpera de nova creació Quartett, de Luca Francesconi, a partir de l'obra teatral homònima de Heiner Müller que s'estrena al Teatre alla Scala de Milà en coproducció amb el Wiener Festwochen i en col·laboració amb l'Ircam de París. Aquesta producció ha rebut el prestigiós premi Abbiati a "La migliore Novità assoluta". El mateix any dirigeix Tristan et Isolde, de Richard Wagner, per l'Opéra National de Lyon. La crítica francesa col·loca aquesta producció com una de les tres millors de l'any al seu palmarès publicat per Le Temps. A més el 2011 dirigeix en col·laboració amb Valentina Carrasco,Oedipe, de George Enescu, coproduïda pel Théâtre Royal de la Monnaie de Brussel·les i l'Opéra National de París.
El seu primer Verdi, Un ballo in maschera, estrenat a la Sydney Opera House el gener de 2013, va guanyar el Helpmann Award a la millor direcció d'òpera de la temporada 2012-2013 a Austràlia. Una coproducció entre Opera Sidney, el Teatro Colón de Buenos Aires, el Théâtre Royal de la Monnaie de Brussel·les i la Norwegian National Opera & Ballet d'Oslo. Durant l'any 2013 també va estrenar Il Priggioniero de Luigi Dallapiccola / Erwartung d'Arnold Schönberg a l'Opéra National de Lyon en el marc del festival Justice & Injustice i Aida de Verdi, juntament amb Carlus Padrissa, per inaugurar el Centenario de l'Arena di Verona.
L'any 2014 va estrenar les òperes Madama Butterfly de Giacomo Puccini a la Handa Opera de Sidney; Faust de Charles Gounod, una coproducció del Teatro Real de Madrid i la Nederlandse Opera d'Amsterdam, i Der fliegende Holländer de Richard Wagner, coproduïda per lOpéra National de Lyon, lOpéra de Lille, Opera Australia (Melbourne Opera) i la Bergen Nasjonale Opera.
El 2015 estrenà Pélleas et Mélisande de Claude Debussy a la Semperoper de Dresden. Posteriorment va dirigir Il trovatore de Giuseppe Verdi, una posada en escena inspirada en la I Guerra Mundial coproduïda per la De Nederlandse Opera d'Amsterdam i lOpéra National de Paris. Durant el febrer de 2016, aquest muntatge es va retransmetre en directe a 180 cinemes d'arreu d'Europa durant la seva representació a lOpéra National de Paris. El febrer de 2016 es va retransmetre en directe a 180 cinemes d'arreu d'Europa durant la seva representació a l'Òpera de la Bastille de París.
Ell mateix any Àlex Ollé obre la temporada de The Royal Opera House de Londres amb Norma de Vincenzo Bellini, espectacle retransmès en directe a més de 100 cinemes europeus. També estrena La Bohème de Giacomo Puccini al Teatro Regio de Torino, per commemorar el 120è aniversari de l'estrena, una coproducció amb el Teatro dell'Opera di Roma.
Durant l'any 2017 va estrenar Alceste de Christoph Willibald Gluck a lOpéra National de Lyon, i el díptic Jeanne d'Arc au Bûcher (Arthur Honegger) i La damoiselle élue (Claude Debussy) coproducció entre lOpera Frankfurt i el Teatro Real de Madrid.
El 2018 suma a la seva constant revisió del mite fàustic el Mefistofele d'Arrigo Boito, coproducció de l'Opéra de Lyon i la Staatsoper Stuttgart.
En 2019 estrena al teatre de La Monnaie de Munt, Brussel·les, l'òpera contemporània de nova creació Frankenstein, amb música de Mark Grey i llibret de Julia Canosa, a partir d'una idea original d'Àlex Ollé inspirada en la novel·la de Mary Shelley. Encara dins de 2019 estrena una de les grans òperes de Giacomo Puccini, Turandot, al Tokio Bunka Kaikan (Japó) dins de la programació de l'Olimpíada Cultural, Tòquio 2020, en una gira per quatre teatres del Japó. A l'octubre estrena Manon Lescaut de Giacomo Puccini a l'Òpera de Frankfurt.
El 2020, a causa de la pandèmia de COVID-19, totes les produccions previstes van quedar posposades per a les següents temporades.
Al març de 2021, va estrenar Ariane et Barbe Bleue de Paul Dukas, una coproducció de lOpéra de National Lyon i el Teatro Real de Madrid. Al juliol estrena Carmen de Georges Bizet en el New National Theatre de Tòquio, i al setembre Idoménée de André Campra, una coproducció de lOpéra de Lille i la Staatsoper Unter den Linden de Berlín.
En 2022 estrena The Nose de Dmitri Xostakóvitx, una coproducció de The Royal Danish Opera de Copenhaguen amb el Théâtre Royal de la Monnaie de Brussel·les.
Al març de 2023 estrena Rusalka d'Antonín Dvořák a la Bergen National Opera. A l'octubre estrena L'amore dei tre re d'Italo Montemezzi, al Teatre alla Scala de Milà.
Al setembre de 2024, inaugura la temporada del Gran Teatre del Liceu amb Lady Macbeth of Mtsensk de Dmitri Xostakóvitx. Coincidint amb l'estrena es publica el llibre Òpera manual d'instruccions / Lady Macbeth de Mtsensk (Ed. La Cama Sol) escrit per Pablo Ley i Àlex Ollé.